# Chim xanh trán vàng
Chim xanh trán vàng hay chim xanh ngực vàng (danh pháp khoa học: Chloropsis aurifrons) là một loài chim thuộc họ Chim xanh (Chloropseidae).. Loài này sinh sản ở trong Ấn Độ, Sri Lanka, và các khu vực của Đông Nam Á. Nó thường bao gồm chim xanh Sumatra (C. media) từ Sumatra là phân loài, nhưng cả hai có sự khác biệt lớn, hình thái học.

## Hình ảnh

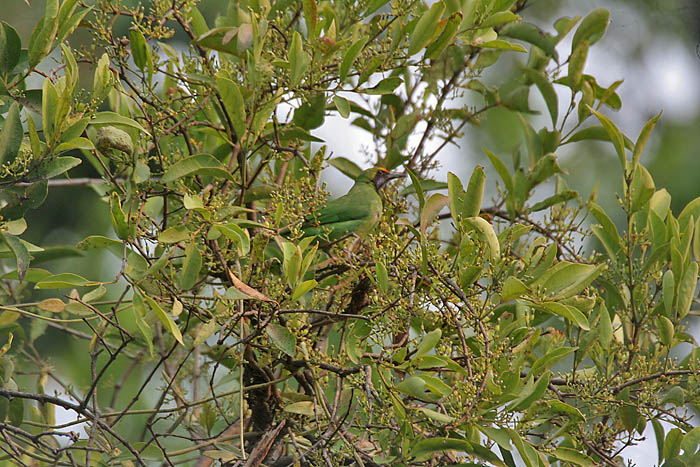
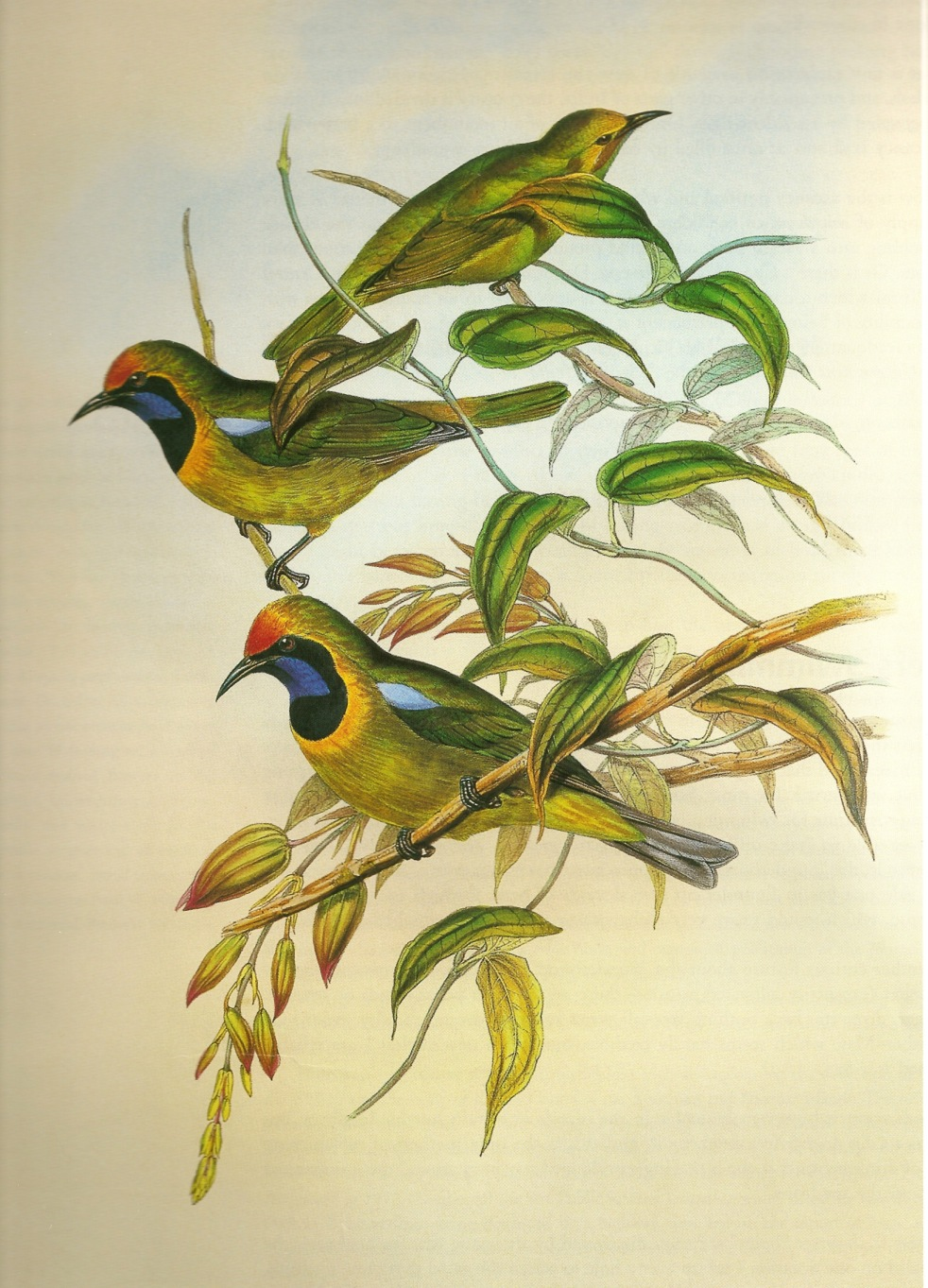
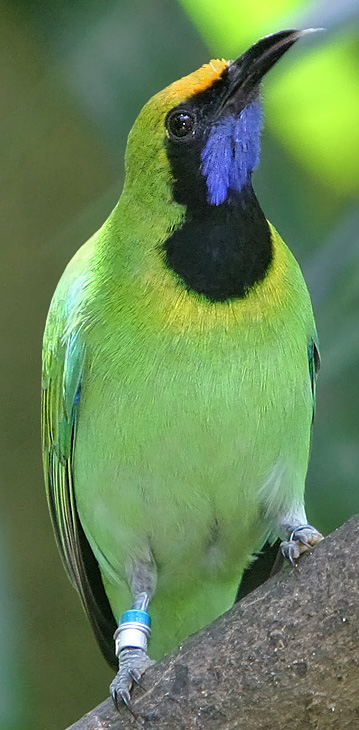
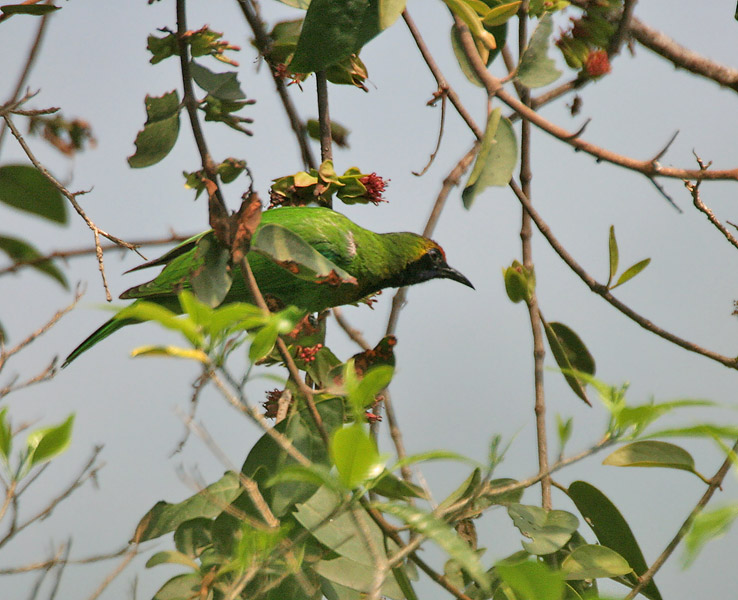
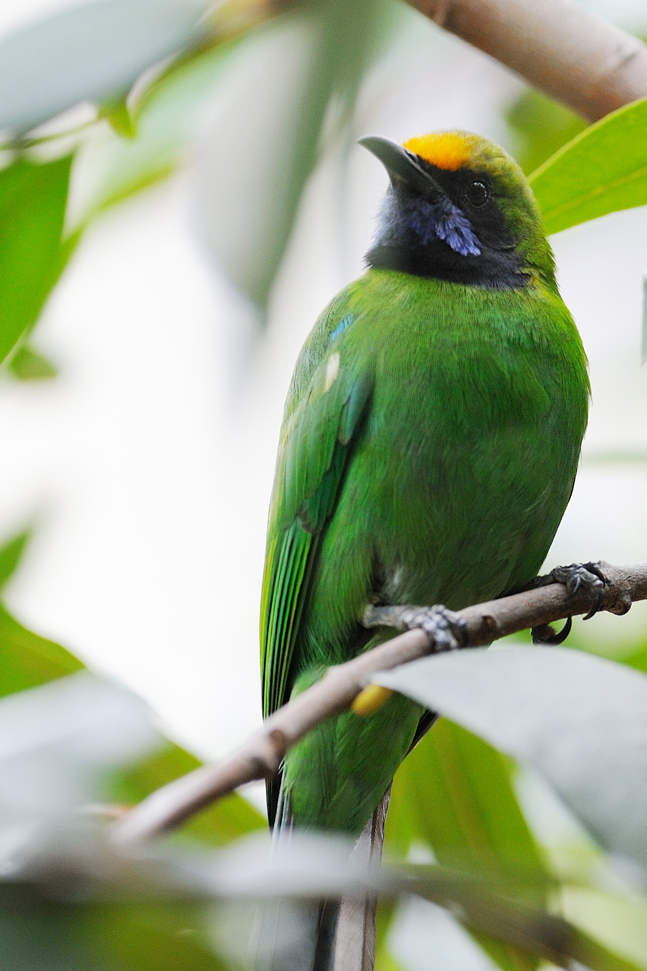